# شهرستان گواننان
شهرستان گواننان (به لاتین: Guannan County) یک منطقهٔ مسکونی در چین است که در لیانیانگانگ واقع شده‌است.